# コロンビア駅 (サウスカロライナ州)
コロンビア駅（コロンビアえき、英語：Columbia Station ）は、アメリカ合衆国サウスカロライナ州コロンビア プラスキー・ストリート850にある駅。 全米各地を結ぶ旅客鉄道のアムトラックが乗り入れている。

## 概要

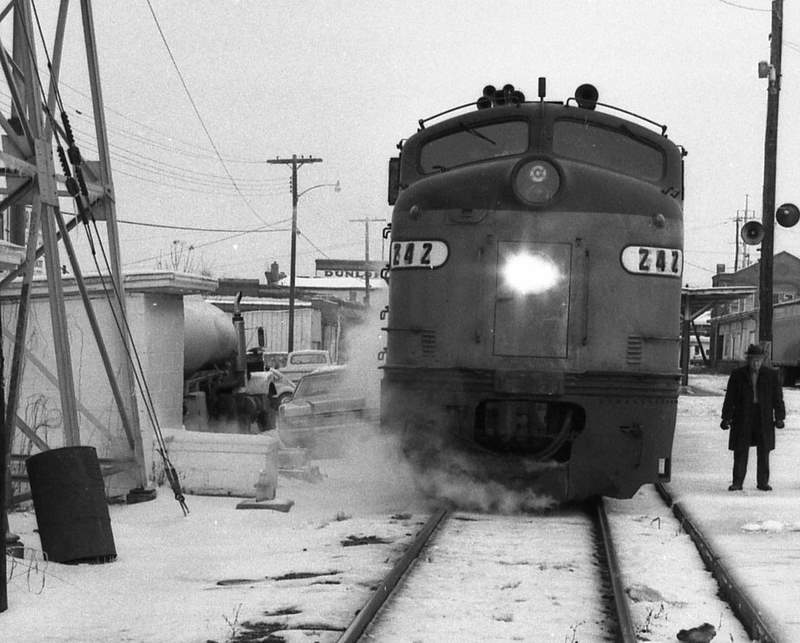
旧駅に停車中のバケーショナー号 1972年

現在のアムトラックの鉄骨造のコロンビア駅は繁華街とサウスカロライナ大学のキャンパスから約4.8kmほどの場所に1991年に建設された。コロンビア市がリンカーン・ストリート沿いのシーボード・エア・ライン鉄道の架台を撤去する時、アムトラックは、現在のプラスキー・ストリートに駅を移転させた。1903年に建設された、レンガ造の旧シーボード・エア・ライン鉄道の駅舎は、まだジャーヴェズ・ストリートに現存している。

## 利用可能な鉄道路線／列車
アムトラックの停車する列車は下記の通り。
ニューヨークとマイアミ間の夜行長距離列車シルバー・スター…1日1往復停車